# 2024年世界水泳選手権タンザニア選手団
2024年世界水泳選手権タンザニア選手団は、2024年2月2日から2月18日までカタールのドーハで開催された第21回世界水泳選手権のタンザニア選手団、およびその競技結果。

## 選手団
- 人員: 選手 4人

## 選手名簿・結果
| 選手                 | 種目               | 予選      | 予選 | 準決勝   | 準決勝   | 決勝     | 決勝     |
| 選手                 | 種目               | 結果      | 順位 | 結果     | 順位     | 結果     | 順位     |
| -------------------- | ------------------ | --------- | ---- | -------- | -------- | -------- | -------- |
| マイケル・ジョセフ   | 男子50m自由形      | 25秒94    | 90位 | 予選敗退 | 予選敗退 | 予選敗退 | 予選敗退 |
| マイケル・ジョセフ   | 男子100m自由形     | 57秒30    | 93位 | 予選敗退 | 予選敗退 | 予選敗退 | 予選敗退 |
| イーサン・アリマニャ | 男子50m平泳ぎ      | 34秒26    | 54位 | 予選敗退 | 予選敗退 | 予選敗退 | 予選敗退 |
| イーサン・アリマニャ | 男子50mバタフライ  | 30秒07    | 61位 | 予選敗退 | 予選敗退 | 予選敗退 | 予選敗退 |
| ナタリア・ラダ       | 女子50m自由形      | 31秒37    | 93位 | 予選敗退 | 予選敗退 | 予選敗退 | 予選敗退 |
| ナタリア・ラダ       | 女子100m背泳ぎ     | 1分13秒56 | 54位 | 予選敗退 | 予選敗退 | 予選敗退 | 予選敗退 |
| アミリア・チャリ     | 女子50mバタフライ  | 33秒14    | 51位 | 予選敗退 | 予選敗退 | 予選敗退 | 予選敗退 |
| アミリア・チャリ     | 女子100mバタフライ | 1分19秒92 | 44位 | 予選敗退 | 予選敗退 | 予選敗退 | 予選敗退 |